# Oost-Gondwana
Oost-Gondwanaland is een paleocontinent dat ontstond bij het uiteenvallen van het voormalig supercontinent Rodinië. Het omvatte de tegenwoordige gebieden Australië, het oosten van Antarctica, oost en zuidelijk Afrika, China, India, Arabië en Zuidoost-Azië. Ongeveer 550 miljoen jaar geleden botste en versmolt het met West-Gondwanaland, waarbij het nieuwe continent Gondwanaland gevormd werd.